# Buriville
Buriville – miejscowość i gmina we Francji, w regionie Grand Est, w departamencie Meurthe i Mozela.
Według danych na rok 1990 gminę zamieszkiwało 47 osób, a gęstość zaludnienia wynosiła 4 osób/km² (wśród 2335 gmin Lotaryngii Buriville plasuje się na 998. miejscu pod względem liczby ludności, natomiast pod względem powierzchni na miejscu 491.).